# Medvědi krátkohlaví
Medvědi krátkohlaví (Tremarctinae) je podčeleď medvědovitých šelem (Ursidae), která zahrnuje jediný žijící druh medvěd brýlatý (Tremarctos ornatus), jenž žije v Jižní Americe, a několik vyhynulých druhů ze čtyř rodů: vyhynulý druh rodu Tremarctos T. floridanus, severoamerické rody Plionarctos (P. edensis a P. harroldorum) a Arctodus (A. pristinus a A. simus) a obrovské jihoamerické medvědy rodu Arctotherium (včetně A. angustidens, A. vetustum, A. bonariense, A. wingei a A. tarijense). Předpokládá se, že medvědi krátkohlaví pocházejí z východní části Severní Ameriky, v rámci velké americké výměny (GABI) pak kolonizovali Jižní Ameriku.

## Systematika
Podle 
- Podčeleď Tremarctinae (Merriam & Stock, 1925)
  - †Plionarctos (Frick, 1926)
    - †Plionarctos harroldorum (Tedfored & Martin, 2001)
    - †Plionarctos edensis (Frick, 1926)

  - †Arctodus (Leidy, 1854)
    - †Arctodus simus (Cope, 1879)
    - †Arctodus pristinus (Leidy, 1854)

  - †Arctotherium (Burmeister, 1879)
    - †Arctotherium angustidens (Gervais & Ameghino, 1880)
    - †Arctotherium vetustum (Ameghino, 1885)
    - †Arctotherium wingei (Ameghino, 1902)
    - †Arctotherium bonariense (Gervais, 1852)
    - †Arctotherium tarijense (Ameghino, 1902)

  - Tremarctos (Gervais, 1855)
    - †Tremarctos floridanus (Gildey, 1928)
    - Tremarctos ornatus (Cuvier, 1825)